# Trionymus ferganensis
Trionymus ferganensis är en insektsart som först beskrevs av Borchsenius 1949.  Trionymus ferganensis ingår i släktet Trionymus och familjen ullsköldlöss. Inga underarter finns listade i Catalogue of Life.